# Sputnik Planitia

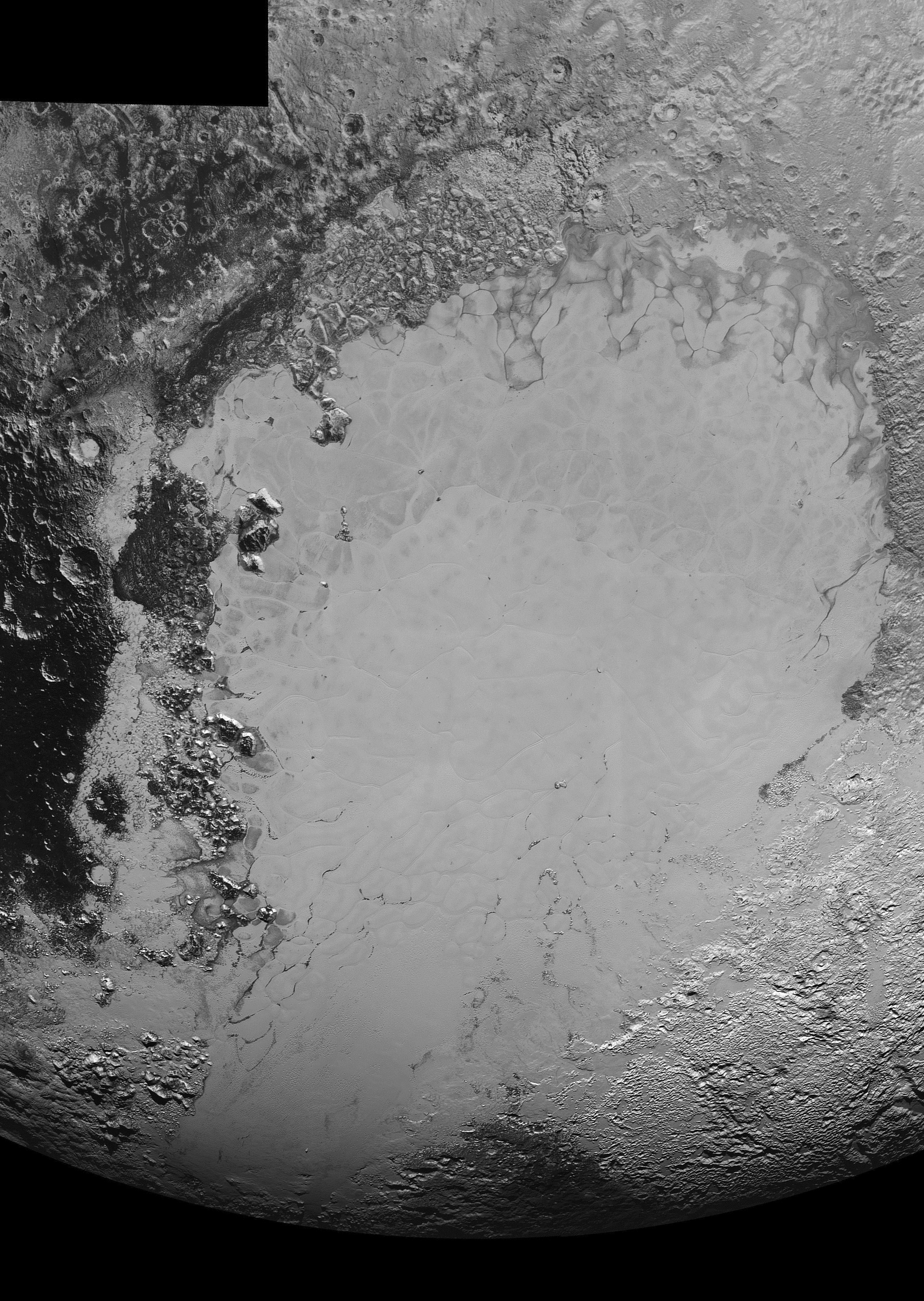
Imagen de Sputnik Planitia tomada por la sonda New Horizons

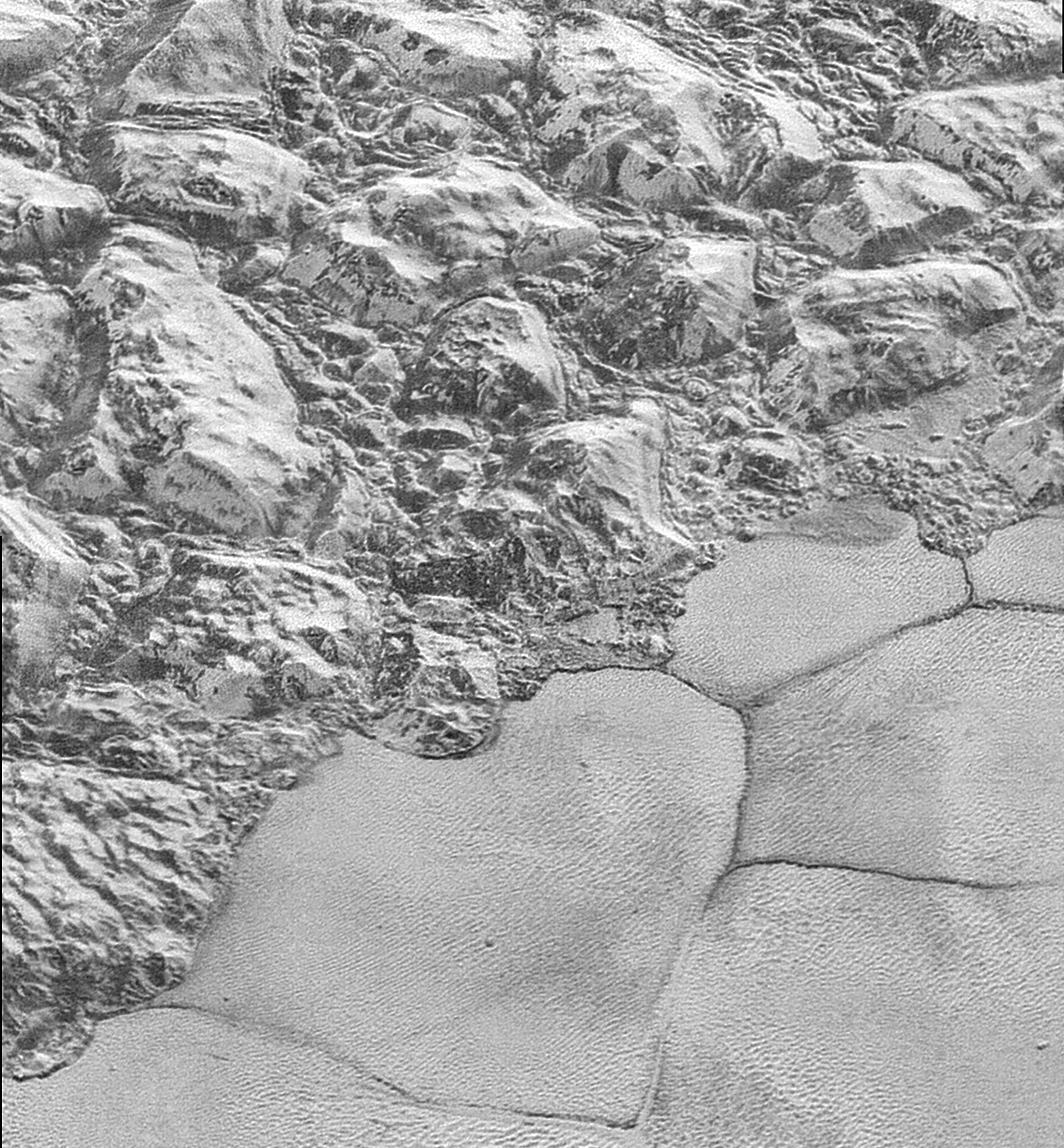
Imagen de la estructura celular de Sputnik Planitia en el límite con los Al-Idrisi Montes, en la parte superior.

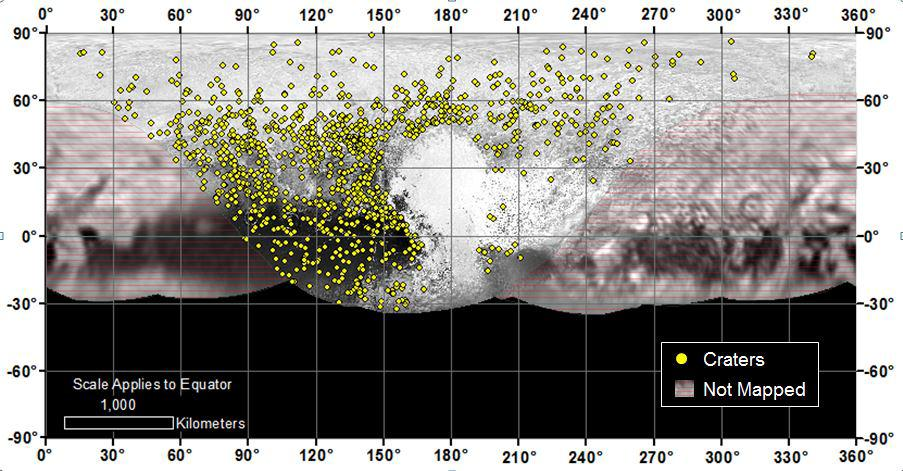
Gráfico con la distribución de los cráteres encontrados en la superficie de Plutón. Llama la atención el vacío existente en Sputnik Planitia

Sputnik Planitia, conocida en un principio como Sputnik Planum, es un accidente geográfico de la superficie del planeta enano Plutón. Forma la parte occidental de la Tombaugh Regio y se caracteriza por su elevado albedo.
Fue fotografiada durante la máxima aproximación de la sonda New Horizons al planeta enano el 14 de julio de 2015.
Recibe este nombre en honor del primer satélite artificial lanzado al espacio, el Sputnik 1. 

## Definición
Tras su identificación y debido a su aspecto llano y aparentemente elevado como una meseta, fue informalmente denominada Sputnik Planum y así fue citada en los primeros estudios sobre este accidente. No obstante, pronto se descubrió que en realidad la llanura está deprimida una media de 3 km respecto del terreno circundante, por lo que fue cambiada su definición a Sputnik Planitia. Esta denominación fue oficializada por la Unión Astronómica Internacional (IAU) el 8 de agosto de 2017.

## Descripción
Sputnik Planitia es una gran superficie de hielo de nitrógeno (N2),  metano (CH4) y monóxido de carbono (CO), situado preferentemente este último en el centro de la planicie, de aproximadamente 870.000 km² de extensión, de forma ovalada y deprimida respecto del terreno circundante entre 3 y 4 km. Gran parte de su superficie está dividida en celdas de formas poligonales y ovoidales de decenas de kilómetros de anchura separadas entre sí por gargantas de 100 metros de profundidad y cuyos centros parecen elevados unos 50 metros respecto de sus bordes. El origen de estas celdas puede deberse a procesos de convección de estado sólido consistentes con la débil reología del hielo de nitrógeno a las temperaturas superficiales de Plutón y con el hecho de que  algunas de las características que se aprecian en su superficie sugieren que las masas de hielo sufren un deslizamiento similar al de los glaciares terrestres.
Estos procesos geológicos explican otra característica de este accidente y es la ausencia total de cráteres de impacto en su superficie. Esto implica una edad de la misma de 10 millones de años o incluso menos.
El sur y el este de Sputnik Planitia no presentan esta estructura celular. Son en cambio son llanuras sin accidentes definidos y con una gran concentración de pozos, algunos de varios kilómetros de ancho.

## Origen y evolución
Sputnik Planitia ocupa una extensión de 1300 x 900 km y tiene una forma elíptica alargada. Por la forma y la tamaño de este tipo de estructuras localizadas en otros cuerpos, constituye una cuenca de impacto provocada por la caída de un cuerpo mayor de 150 km de diámetro. No se aprecian cráteres secundarios, pero es debido a su antigüedad. Está en la base estratigráfica de Plutón, cuyos más antiguos cráteres localizados en su superficie son posteriores y sus alrededores han sido sometidos a una extensa modificación glacial. El borde de la cuenca de impacto de Sputnik Planitia está elevada 1 km respecto del nivel medio de la superficie de Plutón, lo que es consistente con un depósito de materiales eyectados tras el impacto. El borde noroeste es un escarpe bien definido denominado Cousteau Rupes y hacia el oeste y el suroeste hay conjuntos anulares de bloques que forman cadenas montañosas: Al-Idrisi, Baret y Hillary Montes, todos ellos consistentes con un origen de impacto. A partir del diámetro se puede extrapolar la profundidad de la cuenca y no tiene más de 9 km, lo que también es consistente con el espesor que tendría una masa de hielo de nitrógeno en convección.
Como impacto, la cuenca de Sputnik Planitia tiene menos de un 1% de probabilidades de haberse formado en el cinturón de Kuiper durante los últimos 4000 millones de años, y más bien parece haberse formado en el cinturón de Kuiper ancestral cuando Plutón estaba más cercano al Sol.
Sputnik Planitia se sitúa en las coordenadas planetarias 176°E - 24°N, es decir, en el hemisferio anti-Caronte de Plutón y casi exactamente en el eje Plutón-Caronte. Esta disposición es poco probable que sea casual y se debe a que la depresión creada tras el impacto que creó la cuenca de Sputnik Planitia y su posterior relleno de hielo de nitrógeno (N2) ha provocado que ésta sea una anomalía superficial positiva de masa que ha provocado el efecto llamado deslizamiento polar, en el que el eje de rotación del planeta enano se ha ido desplazando relativamente sobre la superficie del mismo hasta que esa anomalía ha quedado situada alineada con el eje Plutón-Caronte.